# Нове Пшеводово
Нове Пшеводово (пол. Nowe Przewodowo) — село в Польщі, у гміні Ґзи Пултуського повіту Мазовецького воєводства.
Населення — 85 осіб (2011).

## Демографія
Демографічна структура станом на 31 березня 2011 року:
|          | Загалом | Допрацездатний вік | Працездатний вік | Постпрацездатний вік |
| -------- | ------- | ------------------ | ---------------- | -------------------- |
| Чоловіки | 38      | 12                 | 24               | 2                    |
| Жінки    | 47      | 10                 | 26               | 11                   |
| Разом    | 85      | 22                 | 50               | 13                   |